# 모리스 마이스너

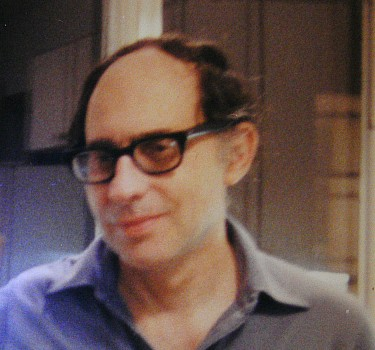

모리스 제롬 마이스너 (Maurice Jerome Meisner, 1931년 11월 17일 ~ 2012년 1월 23일)는 20세기 중국사학자이자 위스콘신-매디슨 대학교 교수이다. 중국 혁명과 인민 공화국에 대한 그의 연구는 사회주의 사상, 특히 마르크스주의, 마오주의에 대한 강한 관심과 관련이 있었다. 그는 《마오의 중국과 그 이후》를 비롯한 많은 책을 저술했으며 이 책은 해당 분야의 표준 학술 텍스트가 되었다.
모리스 마이스너는 미시간주 디트로이트에서 동유럽의 유대인 이민자 가정에서 태어났다. 그는 각각 약 30년 동안 두 번의 결혼을 했는데, 그는 첫 번째 결혼에서 세 명의 자녀를 두었고 두 번째 결혼에서 한 명의 자녀를 낳았다. 그는 2012년 위스콘신주 매디슨 자택에서 사망했다.
마이스너는 대공황과 제2차 세계 대전의 가혹한 시기에 디트로이트에서 성장했다. 그러나 전후 호황기에 그가 성인이 되었을 때 디트로이트는 자동차 산업뿐만 아니라 문화의 중심지였다. 그는 디트로이트에 남아 웨인 주립 대학교에 등록했다. 뛰어난 학생인 그는 대학 2년 만에 그곳에서 대학원 프로그램에 입학했다.
그러나 이것은 또한 미국의 냉전과 적색공포의 시작이었으며, 모리스 마이스너와 그의 아내 로레인의 사생활에 심각한 영향을 미쳤다. 매카시즘의 일환으로 로레인은 전년도 동베를린에서 열린 세계청년학생축전에 참석한 것과 관련하여 1952년 비미 활동 위원회 HUAC 또는 상원 내부 보안 소위원회 (SISS) 청문회에 앞서 소환된 대부분의 증인과 마찬가지로 로레인 마이스너도 대한 증언을 거부했다. 수정헌법 5조의 권리에 대한 이러한 주장은 직접적인 법적 결과를 초래하지 않았지만, 웨인 주립 대학교의 총장인 데이비드 헨리(David Henry)는 그녀를 대학에서 퇴학시키는 것이 적절하다고 생각했다. 당시만 해도 이례적으로 가혹한 조치로 여겨졌다.
마이스너 부부는 시카고 대학에서 공부하기로 승인된 후 시카고로 이사했으며 그곳에서 둘 다 결국 박사 학위를 받았다. 그는 1949년 혁명과 한국 전쟁에서 중국의 역할의 결과로 중국의 새로운 중요성이 식별될 수 있었던 시기에 중국 역사를 연구하기 시작했다. 여기에는 당시의 소수의 중국 학자와 협력하기 위해 연구와 여행을 하기 위해 중국어를 공부하는 것이 포함되었다.
마이스너의 박사 학위 논문은 나중에 하버드 대학 출판부에서 출판되었다. 이 책에서 마이스너는 중국공산당의 공동 창립자인 리다자오가 중국 혁명 이론에 기여한 원래의 공헌을 연구하여 마오쩌둥이 중국에 맑스주의를 적용한 것이 실제로 리다자오에 의해 달성되었음을 보여주었다.
1968년 베트남은 계속되는 전쟁과 소수 민족의 권한 강화 운동으로 인해 불안과 불안의 상태에 놓였다. 그 해는 베트남 전쟁과 미국 여론의 심리적 전환점으로 널리 알려지게 된 구정 대공세, 마틴 루터 킹 암살과 그 여파, 민주당 전당대회에서의 반전 시위와 경찰 폭력이 있던 해였다. 대학 캠퍼스 안팎의 시위 활동은 최고조에 달했다.
따라서 모리스 마이스너는 혁명적 정치가 광범위하게 탐구되고 논의되던 바로 그 시기에 중국 혁명의 역사를 가르치기 시작했고, 중국 혁명의 세부 사항이 명목상 마르크스주의자에 거의 매혹되지 않은 급진화하는 많은 젊은이들과 매우 관련이 있어 보이는 곳에서 시작했다. 중국 공산당은 소련 의 마르크스주의를 "수정주의"라고 비난했고, 마오주의 그룹은 항의 행동과 이데올로기 토론에 관련된 보다 전투적인 파벌들 사이에서 두드러졌다. 마이스너의 중국 역사 과정에 대한 관심은 크게 강화되었다. 따라서 중국 역사의 한 때 틈새 분야는 대규모 강의실을 필요로 하는 정치적 동기가 부여된 더 넓은 청중에게 자리를 내주었다.
1968년은 중국의 문화대혁명 이 한창이던 때였는데, 서구 급진주의자들 사이에서 많은 찬사를 받았지만 실제로는 거의 알려지지 않았다. 서양의 많은 마오주의자들은 마오 주석 어록의 영어 버전이 혁명적 핸드북으로 널리 쓰이게 된 것처럼 홍위병의 (알려진) 역할에서 영감을 찾았다. 문화대혁명 기간 동안 저질러진 다양한 부조리와 학대가 알려지자 마오주의 파벌들의 반응은 영혼 탐구에서 부정에 이르기까지 다양했다. 객관적인 정보를 얻는 데 어려움이 있음에도 불구하고, 그의 기간에 대한 연구는 그의 1977년 작품 《마오의 중국》으로 결실을 맺었다.

1985년에 출판된 그 책의 후속 판, 《마오의 중국과 그 이후》에는 권력 투쟁의 여파를 다루는 추가 장들이 포함되었지만 여전히 덩샤오핑이 도입한 시장 개혁을 사회주의 발전의 전술적 전환으로 보았다. 그러나 중국의 경제 및 정치 발전이 가속화된 몇 년 후, Meisner의 전체 기간에 대한 평가는 "중국 특색 사회주의" 건설이라는 공식 기치 아래에도 불구하고 "관료적 자본주의"라고 명명한 것의 부상을 추적하면서 더욱 냉정해졌다. 실제로 그는 1989년 민주화 운동의 발판을 마련한 경제적 변혁을 보았다.
마이스너는 민주화 운동이 탄압되기 일주일 전까지 1989년 베이징에 있었다. 항의 운동에 대한 그의 분석은 그것을 "반혁명적 반란"으로 공식적으로 규정한 것과 더 큰 민주주의를 위한 모든 운동을 자본주의를 환영하는 것으로 묘사하려는 서구 언론의 성향과 모순되었다. 더 큰 민주주의에 대한 단순한 관심이 아니라, 이 운동은 공식 부패로 간주된, 사실상 시장 개혁의 결과로 여겨지는 강력한 관료들이 획득한 특권에 대한 혐오감에 의해 추진되었다.